# Botrypus cicutaria
Botrypus cicutaria là một loài dương xỉ trong họ Ophioglossaceae. Loài này được Savigny Holub mô tả khoa học đầu tiên năm 1973.